# 앤의 추억의 나날
앤의 추억의 나날(The Blythes Are Quoted)은 루시 모드 몽고메리의 빨간 머리 앤 시리즈의 외전이다. 숨겨진 이야기를 2차 대전 초반까지 묘사한다.

## 등장 인물
- 제임스 매튜 블라이스 2세

제임스 매튜 블라이스와 페이스 메러디스의 장남.
- 월터 블라이스 2세

제임스 매튜 블라이스와 페이스 메러디스의 차남.
- 앤 블라이스

제임스 매튜 블라이스와 페이스 메러디스의 딸.
- 다이애나 메러디스

제럴드 메러디스와 낸 블라이스의 딸.
- 길버트 포드

케네스 포드와 릴라 블라이스의 아들.
- 릴라 포드

케네스 포드와 릴라 블라이스의 딸.